# Moto X
Moto X — смартфон, представленный в США компанией Motorola Mobility. Поступил в продажу в конце августа 2013 года по рекомендованной розничной цене в 200/250 долларов (16/32 ГБ) с контрактом на два года от одного из пяти крупнейших сотовых операторов США. Moto X является первым устройством, полностью разработанным со времени приобретения Google в мае 2013 года. Кроме того, Moto X - первый смартфон, собираемый в США. Смартфоны производятся в здании бывшей фабрики Nokia в Форт-Уэрте, штат Техас. Аппарат оснащён 4,7 дюймовым AMOLED-дисплеем с разрешением 1280 х 720 пикселей (720p HD). Moto X работает на платформе Motorola X8 (на базе Qualcomm Snapdragon S4 Pro, с двумя ядрами Krait 300 частотой 1,7 ГГц и четырьмя ядрами графического процессора Adreno 320 частотой 400 МГц, одно ядро отведено под обработку естественных языковых команд и ещё одно под контекстную обработку), и включает 2 ГБ оперативной памяти.

## Особенности
Перед покупкой пользователь на сайте Motorola выбирает следующие параметры устройства:
- Цвет передней панели (белый или черный)
- Цвет задней панели (доступно 18 цветов)
- Цвет кнопок и ободка камеры (доступно 7 цветов)
- Обои

Кроме того, можно выбрать деревянную заднюю панель (доступно 4 варианта).
Особенностью устройства является управление голосом и включение приложения камеры встряхиванием.

## Технические характеристики

### Аппаратная часть

#### Размеры
- 129 x 65 x 11 мм
- вес - 130 г

#### Платформа
Использована платформа Motorola X8 Mobile Computing System на Qualcomm Snapdragon S4 Pro MSM8960T (8 ядер):
- центральный процессор (CPU) - Krait 300 (1700 МГц, 2 ядра)
- графический процессор (GPU) - Adreno 320 WUXGA (400 МГц, 4 ядра)
- natural language processor (1 ядро)
- contextual computing processor (1 ядро)

#### Память
- оперативная - 2 ГБ
- постоянная - 16, 32 или 64 ГБ
- разъём для карты памяти не предусмотрен
- 50 ГБ на два года в облачном сервисе Google Drive

#### Аккумулятор
Литий-полимерный (Li-Pol) встроенный аккумулятор, без возможности замены:
- ёмкость 2200 mAh
- до 13 часов в режиме разговора
- до 24 часов в смешанном режиме

#### Экран
Установлен ёмкостный AMOLED дисплей с технологией multitouch и защитным стеклом Gorilla Glass 3:
- 720 x 1280 пикселей
- диагональ 4.7 дюйма
- 316 ppi
- 16.7 миллионов цветов

#### Камеры
Фронтальная камера (на передней панели в верхнем правом углу):
- 2.1 мегапикселя с автофокусом
- Запись видео разрешением до 1080p

Основная камера (на задней панели сверху в центре):
- 10.5 мегапикселей с автофокусом
- Запись видео разрешением 1080p (30 fps, технология Clear Pixel RGBC)
- LED (светодиодная) вспышка под камерой
- четырех-кратный цифровой зум
- панорамные снимки
- фокусировка по касанию
- slow motion video
- быстрое включение встряхиванием

#### Модули связи
Connectivity:
- 4G - LTE (различные стандарты, в зависимости от модификаций, включая российский LTE2600 (XT1058)
- 3G - UMTS / WCDMA / HSPA / EVDO (различные стандарты, в зависимости от модификаций)
- 2G - GSM / EDGE / GPRS
- Wi-Fi 802.11 b, g, n, a, ac (mobile hotspot capability, miracast capability)
- Bluetooth 4.0 (HSP 1.2, BPP 1.2, A2DP 1.2, AVRC 1.4, HFP 1.6, OPP, FTP, PBA, DUN, HID, PAN, MAP, HTP, HRP)
- NFC
- USB 2.0

Диапазоны используемых частот (МГц):
- NFC 13 / 14
- GSM 850 / 900 / 1800 / 1900
- WCDMA 850 / 1700† / 1900
- LTE 700 / 850† / 1700 / 1900
- Bluetooth 2400 / 2500
- Wi-Fi 2500 / 5000

† - не все модели (зависит от модификации модулей 3G и 4G)
По состоянию на ноябрь 2013 года для 5 операторов связи в США выпускаются следующие модели с различающимися модулями 3G и 4G:
- XT1053 для T-Mobile USA, GSM Developer Edition 32Gb
- XT1055 для U.S. Cellular
- XT1056 для Sprint, Republic Wireless
- XT1058 для AT&T Mobility
- XT1060 для Verizon Wireless, CDMA Developer Edition

Европейская версия XT1052 (Германия, Великобритания) полностью совместима с российскими частотами 4G/LTE.
Используемый тем или иным оператором стандарт связи 3 и 4 поколения и, соответственно, совместимость с сетью другого оператора связи, в которой будет использоваться смартфон, например, при роуминге необходимо проверять заранее.

#### Определение местоположения
- гироскопический датчик
- GPS + ГЛОНАСС в одном модуле
- eCompass
- использование технологии a-GPS

#### Разъёмы
- nano-SIM
- micro-USB (зарядка, передача данных)
- 3.5 мм TRS jack (подключение гарнитуры, наушников, колонок)

### Программная часть

#### Операционная система
Установлена операционная система Android 4.2.2 Jelly Bean, отличительной чертой которой от оригинальной версии является то, что одно ядро, а именно natural language processor, выделено под службу Google Now, которая постоянно находится в ожидании голосовой команды, начинающийся с кодовой фразы "Ok, Google now...", после которой начинается её распознавание и выполнение.
В феврале 2014 года стартовали продажи в Европе. Европейская версия отличалась предустановленной версией прошивки 4.4.2.
C последним официальным обновлением прошивки распространяется Android Lollipop 5.1.

#### Кодеки
- аудио: AAC, AAC+, AAC+ Enhanced, AMR NB, AMR WB, MIDI, MP3, PCM, WAV, WMA (v2, v7, v8, v9, v10), FLAC, QCELP, EVRC, OGG/Vorbis
- видео: H.263, H.264, MPEG-4, VC-1, VP8

## Обзоры
- Смартфон Moto X представлен официально на ixbt.com
- Made in USA. Motorola и Google представили суперсмартфон Moto X в статье Корреспондент.net